# Sphecodes scabricollis
Sphecodes scabricollis är en biart som beskrevs av Wesmael 1835. Sphecodes scabricollis ingår i släktet blodbin, och familjen vägbin. Inga underarter finns listade i Catalogue of Life.